# Postmoderne literatuur
De postmoderne of postmodernistische literatuur is de manifestatie van het postmodernisme in de literatuur. Het gaat om een intellectuele beweging die zich in de tweede helft van de twintigste eeuw vanuit de Verenigde Staten en Frankrijk in de hele westerse wereld verspreidde als een tegenbeweging tegen de literatuuropvattingen van de modernisten.
In de VS was de term al in gebruik in de jaren zestig, naast andere zoals "the new fiction" en "sur-fiction". In de Nederlandstalige literatuur kwam, net als de in rest van Europa, de term postmodernisme pas in gebruik in de vroege jaren 1980. Met 'postmoderne literatuur' worden nu met terugwerkende kracht alle nieuwe vormen van literair schrijven – voornamelijk proza – aangeduid die zijn ontstaan na de Tweede Wereldoorlog.

## Historische context
Postmoderniteit verwijst naar de historische periode na de Tweede Wereldoorlog, hoewel in veel gevallen niet onmiddellijk daarna. Deze periode werd gekenmerkt door een reeks sociale en historische verschijnselen die onze hedendaagse wereld vormgaven, zoals ons geavanceerd kapitalisme, globalisering en snelle technologische vooruitgang.

## Kenmerken
Postmodernistische literatuur is zowel een voortzetting van de experimenten door schrijvers uit de modernistische periode (met kunstgrepen als fragmentarisch schrijven, paradox, verschillende vertellers, etc.) als een reactie ertegen. Postmoderne literatuur, net zoals het postmodernisme als geheel, is moeilijk te definiëren. Er is namelijk weinig consensus over de exacte kenmerken, de reikwijdte en het belang van de postmoderne literatuur. Gemeenschappelijke kenmerken zijn doorgaans in overeenstemming met wat door Jean-François Lyotard in de narratologie het 'meta-verhaal' en het 'kleine verhaal' wordt genoemd, Jacques Derrida's concept van 'spel' en Jean Baudrillards simulacra. Bijvoorbeeld: waar de modernistische auteur nog op zoek gaat naar betekenis in een chaotische wereld, ontwijkt de postmoderne auteur op een vaak speelse manier de mogelijkheid van betekenis. De postmoderne roman is dan ook vaak een parodie op deze zoektocht.
Dit wantrouwen in totaliserende mechanismen – de poging om een samenhangend totaalbeeld van de werkelijkheid te schetsen – strekt zich zelfs uit tot de auteurs zelf. Met deze typische vorm van metafictie, waarbij de grens tussen impliciete en expliciete metafictie niet meer scherp is, trachten de postmoderne auteurs de problematische relatie tussen realiteit en fictie consequent bloot te leggen, door de wereld die zij in hun boeken beschrijven expliciet voor stellen als een fictieve wereld. Dit meta-niveau verklaart waarom postmoderne romans vaak moeilijk te lezen zijn: niet datgene wat verteld wordt staat centraal, maar het vertellen zelf. In deze roman wordt met allerlei literaire kunstgrepen de eenduidigheid (de enige controlerende stem) van de verteller ondergraven. Op deze manier staat de postmodernistische literatuur tevens lijnrecht tegenover de literatuur van het realisme.
Het onderscheid tussen hoge en lage cultuur wordt ook aangevallen door aanwending van de pastiche. Hierbij worden meerdere culturele elementen gecombineerd, met inbegrip van onderwerpen en genres die voordien niet geschikt geacht werden voor literatuur.

## Vergelijking met modernistische literatuur
Zowel de modernistische als de postmodernistische literatuur betekenen een breuk met het realisme van de negentiende eeuw, waarin een verhaal werd verteld vanuit een objectief of alwetend perspectief. In de ontwikkeling van de personages verkennen ze beide het subjectivisme. Daarbij vertrekken ze vanuit de externe realiteit om de innerlijke staat van het bewustzijn te onderzoeken. Ze steunen in veel gevallen op voorbeelden van stream of consciousness zoals toegepast in de modernistische teksten van Virginia Woolf en James Joyce, of inspireren zich op experimentele gedichten zoals The Waste Land van T.S. Eliot. Daarnaast passen beide fragmentatie toe in de opbouw van het verhaal en bij de tekening der personages. Er is echter sprake van een verschillende opvatting over de manier waarop literatuur zich tot de werkelijkheid verhoudt. Zo zien de modernisten fragmentatie en extreme subjectiviteit als een existentiële crisis, of een intern freudiaans conflict, een probleem dus dat dient opgelost te worden, en precies daarin heeft de kunstenaar volgens hen een rol te vervullen. Postmodernen beschouwen chaos als iets onvermijdelijks. De kunstenaar is machteloos, en de enige troost die we hebben is om te spelen in deze chaos. Ook in vele modernistische werken zoals bijvoorbeeld Finnegans Wake van Joyce of Virginia Woolfs Orlando is ironie aanwezig. Hierdoor lijken ze misschien op postmoderne werken, maar postmoderne literatuur stelt ironie centraal omdat het nastreven van orde en zin onwaarschijnlijk wordt geacht.

## Postmoderne roman
In de postmoderne roman is de causaliteit opgeheven. De gebeurtenissen volgen niet uit elkaar, maar vinden simultaan plaats, of als ze na elkaar plaatsvinden, is er geen direct verband te leggen. Het maakt niet uit waar iets begint en hoe het begint, hoe de gebeurtenissen met elkaar verbonden zijn, waar en hoe het eindigt.— lezing van Gerrit Krol
In de postmoderne roman heerst schijnbaar willekeur, doordat er geen verband is tussen de delen onderling en er geen poging wordt ondernomen om alles in een zinvol verband te brengen. Noch in de plot noch in de personages zit enige continuïteit, waardoor de handelingen van de personages in de roman vaak inconsequent overkomen. Het karakter van een personage uit een postmoderne roman lijkt niet vast te staan. Verhalen kunnen zich afspelen in onmogelijke werelden, of tegelijk in een pluraliteit van werelden, waarin echte historische en fictionele figuren samen optreden of zijn verenigd in één personage. Met al deze vervreemdende procedés die de scheiding tussen fictie en realiteit ondermijnen, vestigt de schrijver de aandacht op de fictie, op de tekst zelf.
De kenmerken van de postmoderne roman in een notendop:
- geen toepassing meer van de eenheidsconventie (geen verband tussen de delen, geen continuïteit in intrige en personages)
- alteriteit, ofwel het voortdurend aan verandering onderhevig zijn van de identiteit van een personage. Dit gebeurt op basis van enting, de opvatting dat mens en wereld incorporaties zijn van fictieve scenario's (verhalen, films, afbeeldingen enz.)
- literalisering, ofwel het letterlijk nemen van metaforen waarbij bijvoorbeeld een mens letterlijk als dier of machine wordt uitgebeeld. Heel duidelijk is dit bijvoorbeeld te zien in de romans Het spierenalfabet van Peter Verhelst en Een fabelachtig uitzicht van G.IJlander. Dit procedé ligt in het verlengde van de opvatting dat mens en wereld slechts beelden zijn.
- geen lineair opgebouwde of chronologisch verantwoorde vertelling. De tijd is niet langer een abstract en ontologisch gegeven, maar wordt eveneens voorgesteld als een constructie
- geen causaliteit
- geen grens tussen fictie en realiteit
- meerdere vertelinstanties
- het over het gehele tekst "uitzaaien" van een bepaald sleutelsymbool, dat allerlei vormen aanneemt en daardoor sterk aan betekenis verliest. Dit verschijnsel staat ook wel bekend als "dechiffrering".
- intertekstualiteit door bijvoorbeeld fragmenten op te nemen uit andere teksten, figuren uit andere romans e.d., of door hierop toespelingen te maken
- een geïmproviseerd aandoende stijl, die bij de lezer de indruk wekt dat het verhaal wordt bedacht op het moment dat hij het leest. Dit staat ook wel bekend als mondeling pact.
- de postmoderne tekst vestigt de aandacht op zichzelf (op de fictionaliteit)

Samenvattend: alles reflecteert een groot wantrouwen tegenover wat normaliter "de werkelijkheid" genoemd wordt. Het postmodernisme zet de traditionele manier van denken en waarnemen tussen haakjes. Kenmerkend voor de postmoderne literatuur is verder het vervagen van zowel het onderscheid tussen wat traditioneel literatuur of lectuur genoemd wordt als tussen de verschillende literaire genres op zich. Zo kan een ogenschijnlijk realistische roman ineens kenmerken van een griezelroman (gothic novel) vertonen.
Een van de eerste postmoderne romans is Slaughterhouse-Five van Kurt Vonnegut. Dit verhaal vertoont tegelijkertijd kenmerken van een oorlogsroman en van sciencefiction.

## Postmoderne auteurs
In een lijst van postmoderne auteurs komen vaak de volgende namen voor:
William Burroughs (1914-1997), Alexander Trocchi (1925-1984), Kurt Vonnegut (1922-2007), John Barth (geb. 1930), Donald Barthelme (1931-1989), E.L. Doctorow (1931-2015), Umberto Eco (1932-2016), Robert Coover (geb. 1932), Jerzy Kosinski (1933-1991), Ágota Kristóf (1935-2011), Don DeLillo (geb. 1936), Thomas Pynchon (geb. 1937), Ishmael Reed (geb. 1938), Kathy Acker (1947-1997), Paul Auster (1947-2024), Salman Rushdie (geb. 1947), Orhan Pamuk (geb. 1952), Giannina Braschi (geb. 1953), Dimitris Lyacos (geb. 1966) en Dave Eggers (geb. 1970).
Nederlandstalige auteurs die behoren tot wat het postmodernisme wordt genoemd, zijn de romanciers Willem Brakman – met zijn 'invalsgestuurde' schrijfmethode – en Louis Ferron, die literair succes oogstte met zijn trilogie Gekkenschemer (1974) / Het Stierenoffer (1975) / De Keisnijder van Fichtenwald (1976). Hun uitgangspunt is dat er geen objectieve werkelijkheid bestaat die met taal kan beschreven worden. Zij stellen vitalisme en spontaniteit tegenover het te grote intellectualisme van hun modernistische voorgangers. Een groot deel van hun werk was overigens als gepubliceerd voordat de term "postmodernisme" überhaupt bekend was.
Andere Nederlandstalige auteurs wier teksten in meer of mindere mate als postmodernistisch kunnen worden beschouwd zijn naast de al genoemde Gerrit Krol: R.A. Basart, Menno van Beekum, Huub Beurskens, Hafid Bouazza, Willem Brakman, Désanne van Brederode, Maxim Februari, Kees 't Hart, Stefan Hertmans, Pol Hoste, Gijs IJlander, Atte Jongstra, Geerten Meijsing, Charlotte Mutsaers, Jeroen Olyslaegers, Koen Peeters, Arie Storm, P.F. Thomése, Paul Verhaeghen, Peter Verhelst, Dirk van Weelden en Leon de Winter.
Voorbeelden van Nederlandstalige postmoderne romans:
- Cees Nooteboom: Het lied van schijn en wezen (1981), In Nederland (1984), Het volgende verhaal (1991)
- Willem Brakman: De bekentenis van de heer K.
- Louis Ferron: De keisnijder van Fichtenwald, waarin Hermann Göring in dezelfde tijd voorkomt als Heinrich von Kleist (1777-1811)
- Harry Mulisch: Siegfried (2001), waarin er geen grens meer is tussen fictie en realiteit.

In Het lied van schijn en wezen van Nooteboom wordt de tijdswaarneming op losse schroeven gezet. Het verhaal speelt in 1879 en de hoofdpersoon denkt aan een Nederlandse schrijver "die nog niet geboren is" (nl. Nooteboom zelf). Aan het eind van het verhaal wordt verwezen naar Albert Einstein (geboren in 1879) en diens relativiteitstheorie.